# 卡塔琳娜·特羅伊特勒

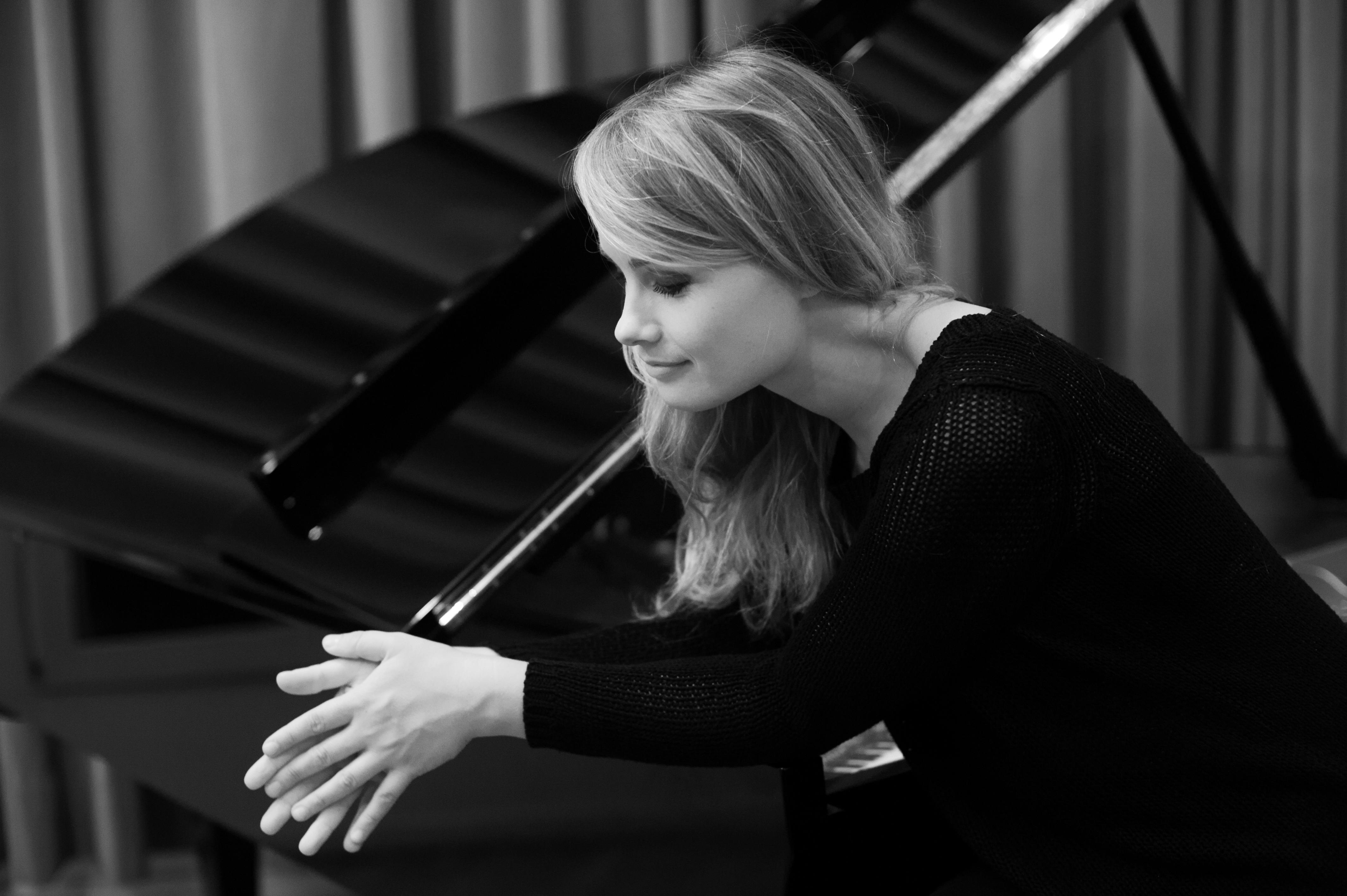
Katharina Treutler

卡塔琳娜·特羅伊特勒（Katharina Treutler，1985年—），德国钢琴家

## 生平
卡塔琳娜·特羅伊特勒出生于埃尔福特市，在欧洲、亚洲及美国多次举办过个人演奏会。与之合作演出过的乐团有伦敦交响乐团，旧金山交响乐团，皇家斯德哥尔摩爱乐乐团，东京爱乐乐团等。
此外，在阿姆斯特丹音乐厅，东京文化会馆，旧金山路易斯戴维斯交响乐音乐厅举办过演奏会。
她曾就学于汉诺威，东京，巴黎，马德里，弗莱堡，师承格茨克、雅克·魯維耶、德米特里·巴什基罗夫、埃里克·李·萨基等。并多次获得国际钢琴大赛奖项。
2016年起任教于莱比锡门德尔松音乐戏剧学院。